# Porcellidium tapui
Porcellidium tapui is een eenoogkreeftjessoort uit de familie van de Porcellidiidae. De wetenschappelijke naam van de soort is voor het eerst geldig gepubliceerd in 1983 door Hicks & Webber.